# Santerno
El Santerno  és un riu de la Romanya, al nord d'Itàlia a la conca sud del riu Po. Té 99 km de llargada i una conca de 442 km². Neix als Apenins i desaigua a un altre riu, el Reno.
El seu nom antic era Valtrenus. Plini el Vell diu que desembocava a tocar de les muralles de Forum Cornelii (actual Imola), on s'ajuntava amb una branca del Padus (Po), i el port que hi havia en aquella part del riu s'anomenava Portus Vatreni.